# Milagre de Calanda

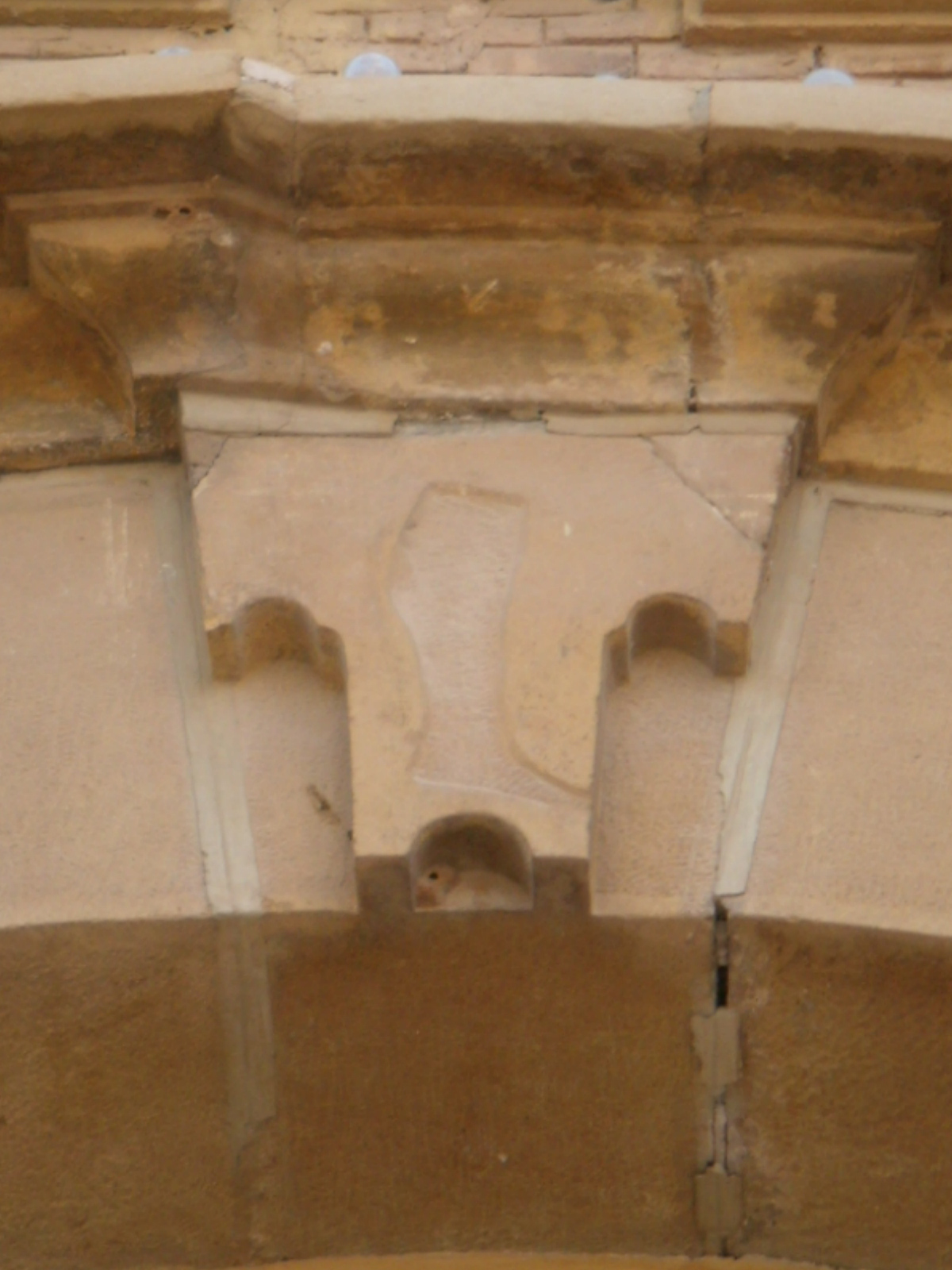
Imagem esculpida da perna de Miguel Pellicer em um arco do Templo del Pilar em Calanda

O Milagre de Calanda é um evento que supostamente ocorreu em Calanda, Espanha, em 1640, de acordo com documentos do século XVII. Os documentos afirmam que a perna de um jovem agricultor lhe foi restaurada depois de ter sido amputada dois anos e meio antes. Este evento é descrito em detalhes no livro Il Miracolo, de Vittorio Messori.
O artigo a seguir é baseado principalmente no relato do livro de Messori

## Pano de fundo

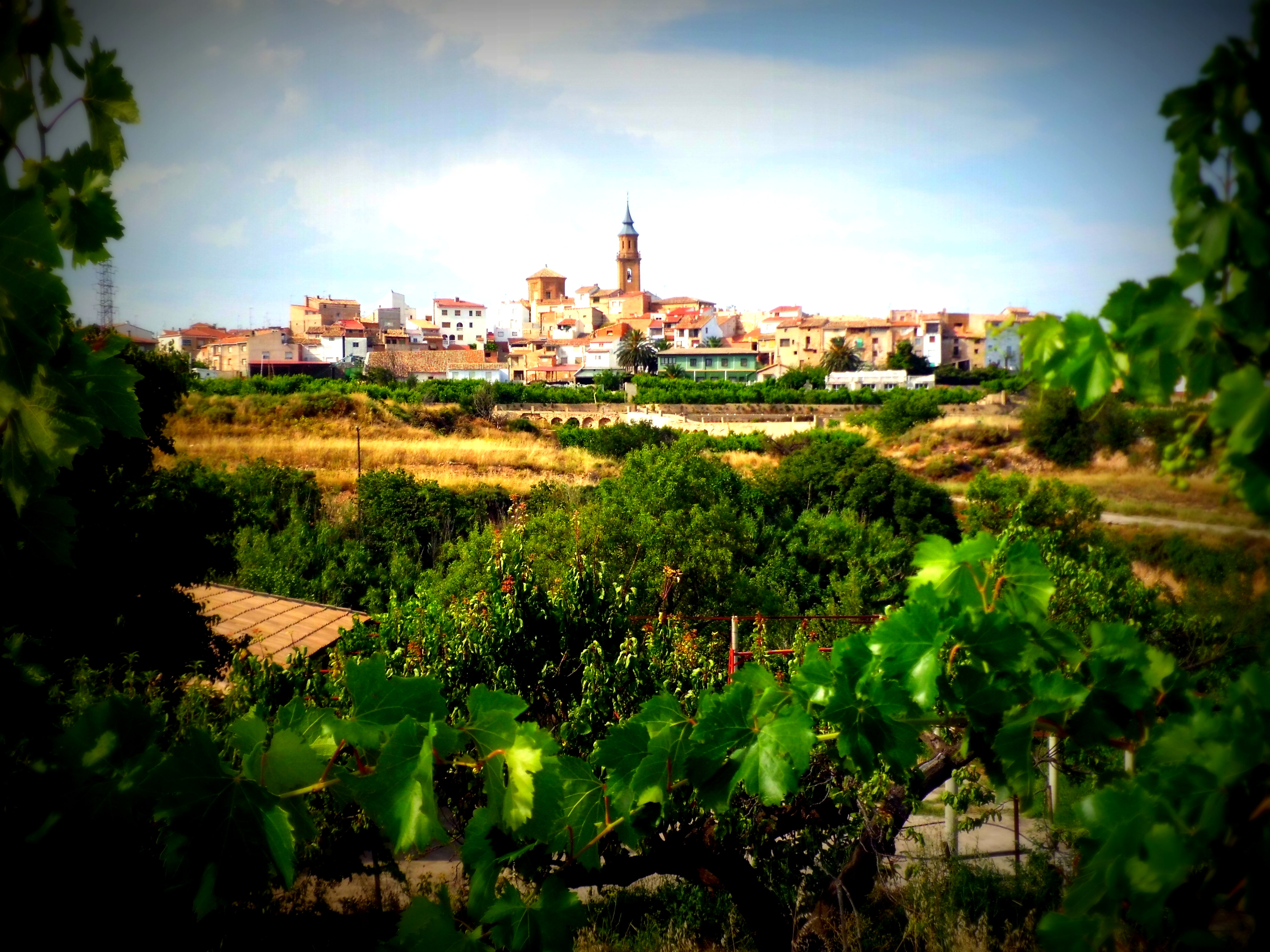
Calanda, Espanha

No final de julho de 1637, Miguel Pellicer (1617-1647), um homem de 20 anos de Calanda, em Aragão, trabalhava como trabalhador agrícola em Castellón, 60 km de Valência, na fazenda de seu tio. Enquanto dirigia um carrinho andando em uma das mulas que o puxava, Miguel caiu, provavelmente porque havia adormecido. A roda de carro passou por cima da perna direita, quebrando a tíbia. Ele recebeu tratamento inicial em Castellón, depois foi internado no hospital de Valência, onde permaneceu por cinco dias. Ele então decidiu partir para Saragoça para receber tratamento no hospital dedicado a Nossa Senhora do Pilar, a quem tinha grande devoção. A viagem de 300 quilômetros levou cerca de 50 dias.
Ao chegar, os médicos observaram que a perna estava em estado avançado de gangrena, não deixando outra opção senão amputá- la. Em seu depoimento, os médicos descreveram a perna como "muito fleumosa e gangrenosa", a ponto de parecer "negra". Em meados de outubro, dois cirurgiões- mestres, Juan de Estanga e Diego Millaruelo, realizaram a operação. A perna foi cortada "quatro dedos abaixo do joelho". Embora tivessem deixado o paciente sonolento com bebidas alcoólicas e drogadas, como era a prática na época, Miguel sofreu uma dor insuportável: "Em seu tormento", as testemunhas diriam mais tarde, "o jovem chamou a Virgem do Pilar, incessantemente e com grande fervor ".  A perna foi então enterrada, como era habitual na época, em uma parte especial do cemitério do hospital. O esboço foi posteriormente cauterizado com fogo.
Miguel Juan Pellicer ficou no hospital por alguns meses, até que na primavera de 1638 ele recebeu uma perna de madeira e muletas e foi liberado do hospital. Nos dois anos seguintes, ele ganhou a vida implorando. Ele recebeu a autorização necessária, no Santuário do Pilar. Durante esse período, ele foi certamente uma visão familiar para um grande número de cidadãos de Saragoça. Ele retornava regularmente ao hospital para exames e tratamento através do Dr. Estanga.
Todas as noites ele pedia aos servos do santuário um pouco do óleo que queimava na lâmpada e o usava como ungüento para esfregar o cotovelo da perna, com a convicção de que ele seria capaz de atrair a ajuda do Virgem sobre ele. Nos primeiros meses de 1640, agora com 23 anos, ele decidiu voltar para seus pais em Calanda. Após cerca de uma semana de viagem, ele chegou durante a segunda semana da Quaresma, ou seja, entre 11 e 14 de março. Incapaz de ajudar no trabalho nos campos, ele mais uma vez começou a implorar, percorrendo as aldeias vizinhas nas costas do burro. Muitas pessoas na época devem ter testemunhado a falta de sua perna.

## Restauração das pernas de Pellicer
Segundo Messori, por volta das 22h de 29 de março de 1640, Pellicer descansou. Como sua cama foi ocupada por um soldado de uma guarnição que ficou em Calanda durante a noite, ele foi dormir em uma cama provisória no quarto dos pais. Entre dez e meia e onze horas, sua mãe entrou na sala e viu dois pés aparecendo por baixo da capa que cobria seu filho. Pensando que Miguel Juan e o soldado deviam ter trocado de lugar, ela ligou para o marido para resolver o mal-entendido. Mas, ao retirar a capa, marido e mulher, ficaram estupefatos, ao perceberem que esse era realmente seu próprio filho. Eles o sacudiram e gritaram para ele acordá-lo. Alguns minutos se passaram até Miguel Juan acordar de um sono profundo. Ele lhes disse que sonhava em estar no Santuário de Nossa Senhora do Pilar e esfregar sua perna com o óleo sagrado, como fazia tantas vezes. Logo os três concordaram que a restauração da perna se devia à intercessão da Virgem do Pilar.

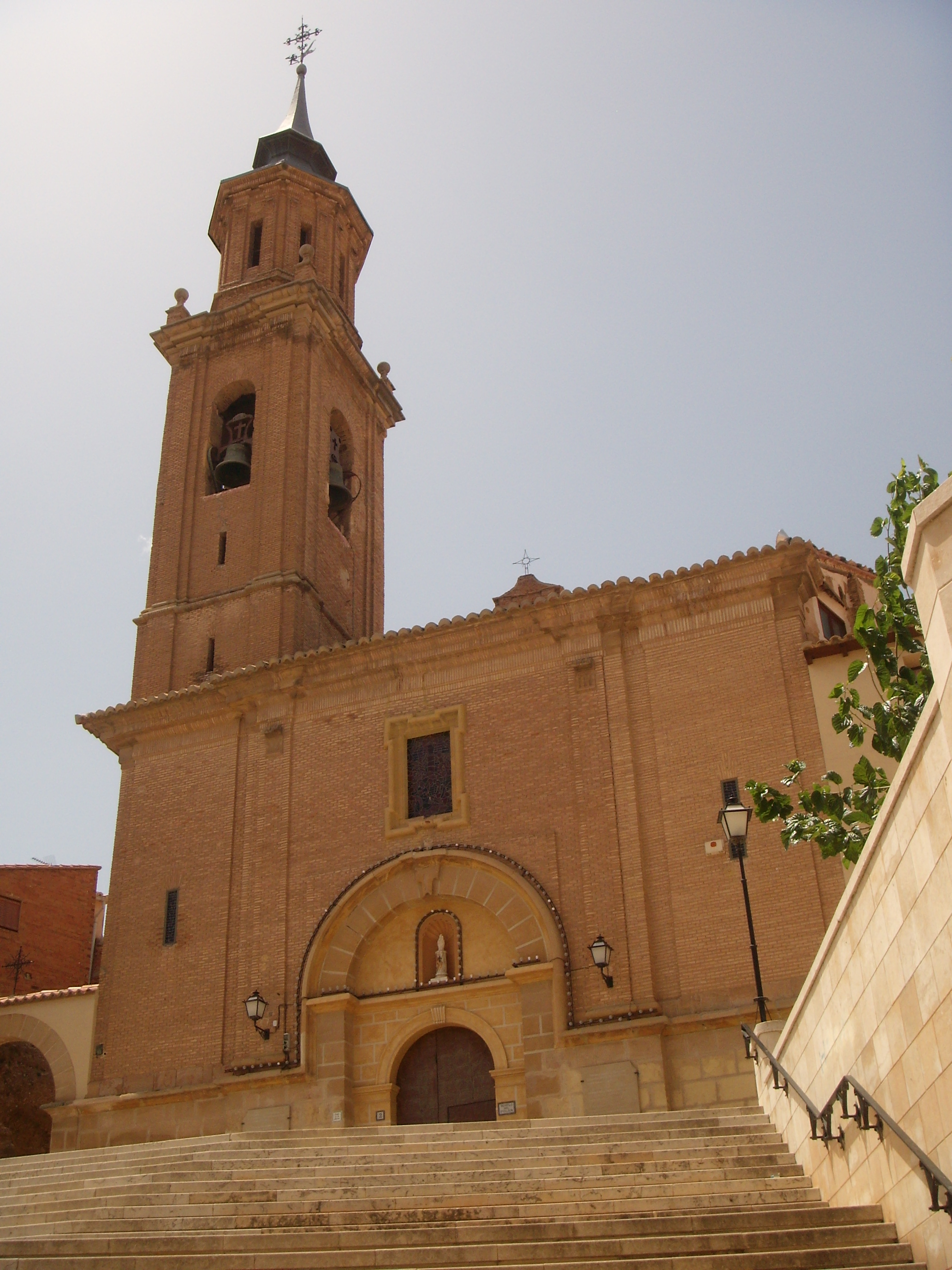
Templo del Pilar (Calanda)

As notícias do evento se espalharam imediatamente por Calanda. Na manhã seguinte, o juiz local, assistido por dois cirurgiões, examinou Pellicer e elaborou um relatório que ele imediatamente enviou aos seus superiores. No dia 1º de abril, domingo de ramos, Dom Marco Seguer, pároco de Mazaleón, uma vila a 50 quilômetros de distância, foi ao local do evento, acompanhado pelo notário real Miguel Andréu, que estabeleceu um certificado para expressar o testemunho, confirmado por juramento, de dez pessoas.

## Ação de Graças e inquérito
Em 25 de abril, Pellicer e seus pais fizeram uma peregrinação a Saragoça para agradecer a Nossa Senhora do Pilar, e também aqui o jovem foi visto por um grande número de pessoas que o conheciam antes com apenas uma perna. Após um pedido da autoridade da cidade, foi iniciada uma investigação formal para verificar a veracidade do evento. Os procedimentos legais, presididos pelo arcebispo da cidade, começaram em 5 de junho e levaram cerca de um ano. Todas as audiências foram públicas e nenhuma voz de dissidência foi registrada. Vinte e quatro testemunhas se pronunciaram, selecionadas como as mais confiáveis dentre o grande número de pessoas que conheciam a Pellicer, tanto de Calanda quanto de Zaragoza.
Em 27 de abril de 1641, o arcebispo de Saragoça pronunciou um julgamento, declarando oficialmente a autenticidade do milagre. No final do ano, Pellicer também foi convidado para a corte real de Madri, onde o rei Filipe IV se ajoelhou diante dele e beijou a perna. As gravações também mostram que a perna restaurada era a mesma que havia sido amputada dois anos e meio antes, pois poderia ser identificada através de alguns machucados e cicatrizes que existiam antes da amputação. Além disso, o buraco no cemitério do hospital de Saragoça, no qual a perna havia sido enterrada, foi escavado e encontrado vazio.
No apêndice de seu livro, Vittorio Messori também relata a opinião de Landino Cugola, cirurgião primário do hospital da Universidade de Verona, especialista em reimplante de membros. Cugola estudou cuidadosamente os testemunhos dados nas gravações dos procedimentos em Zaragoza, que revelam que a perna, depois de restaurada, estava fria e dura com dedos contraídos e de cor azul. Por isso, Pellicer ainda não era capaz de colocar seu peso nele e ainda precisava se movimentar de muletas. Depois de alguns dias, a perna recuperou a força e os dedos foram esticados novamente. Além disso, a perna era inicialmente alguns centímetros mais curta devido à perda de tecido ósseo causada pela fratura, mas em cerca de três meses recuperou seu comprimento original. Segundo Cugola, tudo isso está perfeitamente de acordo com o desenvolvimento normal após o reimplante de uma perna, embora o crescimento do tecido seja geralmente sustentado pela pressão sobre o membro. No caso da Pellicer, isso não era necessário.

## Documentação
Vittorio Messori também lista e fornece detalhes de documentos da época que atestam o milagre de Calanda, sendo os mais importantes:
- O certificado estabelecido pelo notário Andréu. O documento original, que felizmente escapou da destruição na guerra civil espanhola, está em exibição em uma caixa de vidro na prefeitura de Zaragoza.
- A ata do processo em Saragoça. O documento original, guardado nos arquivos da casa capitular de Zaragoza, foi entregue a um monge beneditino, padre Lambert, por volta de 1930, que o levou à França. Infelizmente Lambert foi morto na Segunda Guerra Mundial e não se sabe o que aconteceu com o manuscrito desde então. No entanto, antes de desaparecer, quatro edições impressas foram publicadas, a primeira em 1829. Dois notários certificaram que correspondiam exatamente ao texto original.
- Duas cópias autenticadas da ata do processo, montadas no mesmo dia que o original. Eles foram assinados e selados pelos mesmos notários. Um foi mantido nos arquivos da cidade de Saragoça, mas queimado em 1808 durante as guerras napoleônicas. O outro ainda existe e é mantido nos arquivos da Catedral do Pilar.
- O relatório do juiz local de Calanda, elaborado na manhã imediatamente após o evento. Ainda não sobreviveu ao nosso tempo, mas vestígios de documentários confirmam que houve esse relatório.

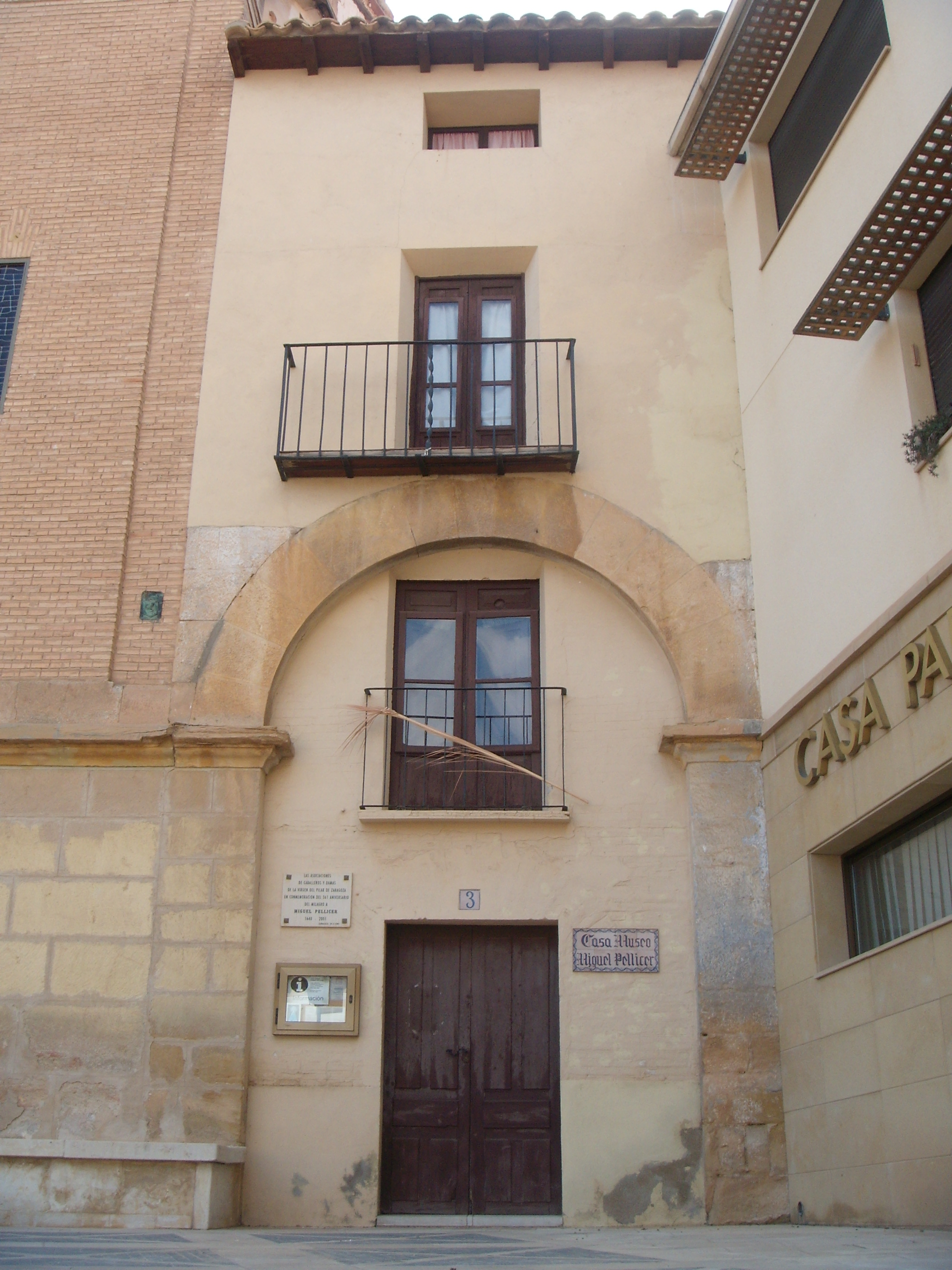
Casa-Museu Miguel Pellicer (Calanda)

Outros documentos de menor importância:
- O certificado de batismo de Miguel Juan Pellicer.
- O registro de sua admissão no hospital de Valência.
- Um pequeno livreto escrito por um monge carmelita, encomendado pela casa capitular do Pilar e publicado em 1641.
- Outro livro, publicado por um médico alemão em 1642. O padre jesuíta que deu o imprimatur acrescentou uma declaração na qual afirmou que conhecia pessoalmente Pellicer, primeiro com uma perna e depois com duas.
- A conta do público de Miguel Juan Pellicer na corte real de Madri.
- Vários outros documentos que confirmam a existência de outras pessoas envolvidas no evento.

Comentário de Messori:
“De longe, a maioria dos eventos passados (incluindo os mais importantes) é atestada com menos provas documentais e garantia oficial. Esta é uma declaração objetiva de fato, não uma garantia apologética. ” 

## Explicações Alternativas
O autor Brian Dunning propõe sua própria versão do que poderia ter acontecido, embora admita "Não podemos dizer que o Milagre de Calanda não é genuíno, e não podemos provar que a perna de Miguel Juan Pellicer não foi milagrosamente restaurada". Ele afirma que "não há documentação ou relatos de testemunhas confirmando que sua perna já tenha desaparecido". Ele apresenta uma explicação alternativa na qual a perna de Pellicer não desenvolveu gangrena durante os cinco dias no hospital de Valência. Em vez disso, ele passou os próximos 50 dias convalescendo, durante os quais não conseguiu trabalhar, e então começou a implorar e descobriu que ter uma perna quebrada era uma bênção. Depois que sua perna foi consertada, Dunning propõe que Pellicer decidiu que, se uma perna quebrada ajudasse, uma perna perdida seria melhor. Viajando para Zaragoza, ele amarrou a perna direita atrás da coxa e por dois anos desempenhou o papel de um mendigo amputado. Mais tarde, de volta à casa de seus pais em Calanda, forçado a dormir em uma cama diferente, seu ardil foi descoberto e a história do milagre foi uma maneira de salvar a face. Dunning afirma que "não existem evidências de que sua perna tenha sido amputada - ou mesmo de que ele tenha sido tratado - no hospital em Saragoça, além de sua própria palavra. Ele nomeou três médicos lá, mas, por algum motivo, não há registro de que tenham sido entrevistados pela delegação ou pelo julgamento ".

No entanto, de acordo com a transcrição do processo canônico, dois cirurgiões envolvidos, Juan de Estanga e Diego Millaruelo, foram de fato entrevistados, assim como o cirurgião assistente Juan Lorenzo Garcia e o superintendente de padre do hospital Pascual del Cacho. Todos disseram, sob juramento, que a perna de Miguel Pellicer estava realmente amputada.